# Ротенстолл
Ротенстолл (англ. Rawtenstall) — город в центре долины Россендейла в Ланкашире в Англии с населением 22 000. Районный Совет Россендейла (Р. С. Р.) находится в городе. Ротенстолл к северу от Манчестера и к югу от Престона. Соседние города включают Бейкуп, Хасслингден и Рамсботтом.
Город является побратимом Бохольтом в Германия.

## История
Самое раннее поселение было, вероятно, в Средние века и состояло только из нескольких небольших жилищ. Во время промышленной революции, поселение вырос в большой промышленный город, который имел много хлопковых мельниц. Рост города был обусловлен его близостью к Манчестеру который был известен как Коттонополис. Из-за упадка традиционных обрабатывающих отраслей в течение XX века сапожное производство стало последней крупной отраслью в городе. Ротенстолл был крупным экспортером обуви через британскую империю.

## Политика
Ротенстолл находится в британском парламентском месте Россендайла и Дарвин, которое представлен консервативным членом парламента Джейком Берри с 2010 года.
Люди Роттенстолла посылают представителей в Районный Совет Россендейла в Бейкупе и также в Ланкаширский Графственный Совет в Престоне.

## Спорт
Марл-Питтс Спортивный Комплекс принимает большинство спортивных сооружений в городе таких как бассейн, легкая атлетика и спортивные площадки.
Роттенстолл — дом Россендейльского Регби-Клуба и также Россендейльского Крикет-Клуба. Россенлейльский Крикет-Клуб играет в крикетском площадке 'Worswick Memorial Ground'.
Россендейл Юнайтед Футбол Клуб играл в Ротенстолле до 2011 года, когда клуб был распущен.

## Образование
Ротенстолл имеют много начальные школы:
- Ст Джеймс-Т-Лесс Римско-католическая Начальная Школа.
- Ст Марис Англиканская Начальная Школа.
- Ст Паулс Англиканская Начальная Школа.
- Белмонт Начальная Школа.
- Балладен Общественная Начальная Школа.

В городе есть также две средние школы:
- Алдер Гранж Школа и Шестой Класс.
- Алл-Сайнтс Католическая Средняя Школа.

Бейкуп и Ротенстолл Гимназия, которая находится в соседнем Уотерфуте, берет свое название от Ротенстолла.
У Ротенстолла есть библиотека Карнеги.

## Транспорт
24 ноября Районный Совет Россендейла открылся новый автовокзал в центре города заменивший старый автовокзал в 2019 году Главные автобусные компании в Ротенстолле называются Россо (Россендайл Транспорт) и Бернли Автобусная Компания. Автобусы ходят по всему Россундайлу и в Манчестер, Блэкберн и Бернли. Обход А56 соединяет Роттенстолл с автомагистралью М66.
Ротенстолльскaя Станция работает туристические поезда до Бери в Большом Манчестере на Железнодорожной Линии Восток Ланкашир.

## Галерея
- Военный Мемориал, Кладбище Ротенстолл
- Витикер Музей В Витикерском Парке Ротенстолла